# The Lesser Evil
The Lesser Evil est un film muet américain réalisé par D. W. Griffith et sorti en 1912.

## Synopsis
Une jeune femme vit sur un bord de plage et entame une romance avec un pêcheur des alentours. Mais une bande de contrebandiers débarquent dans l'endroit...

## Fiche technique
- Réalisation : David Wark Griffith
- Scénario : George Hennessy
- Chef opérateur : G. W. Bitzer
- Durée : 17 minutes
- Date de sortie : 
  - États-Unis : 29 avril 1912

## Distribution
- Blanche Sweet
- Edwin August
- Mae Marsh
- Alfred Paget
- Charles Hill Mailes
- Charles West
- William A. Carroll
- Charles Gorman
- Robert Harron
- Harry Hyde
- J. Jiquel Lanoe
- Owen Moore
- Frank Opperman
- Herbert Prin
- W.C. Robinson